# ويليام لانغ
ويليام لانغ (بالإنجليزية: William Lang)‏ هو مهندس معماري أمريكي، ولد في 1846، وتوفي في 1897.